# Leiodytes marginicollis
Leiodytes marginicollis är en skalbaggsart som först beskrevs av Régimbart 1895.  Leiodytes marginicollis ingår i släktet Leiodytes och familjen dykare. Inga underarter finns listade i Catalogue of Life.